# 女王扇貝
女王扇貝（Aequipecten opercularis），又稱女王海扇蛤（Queen Scallop），是中小型扇贝，可食用海洋双壳类软体动物。

## 特徵

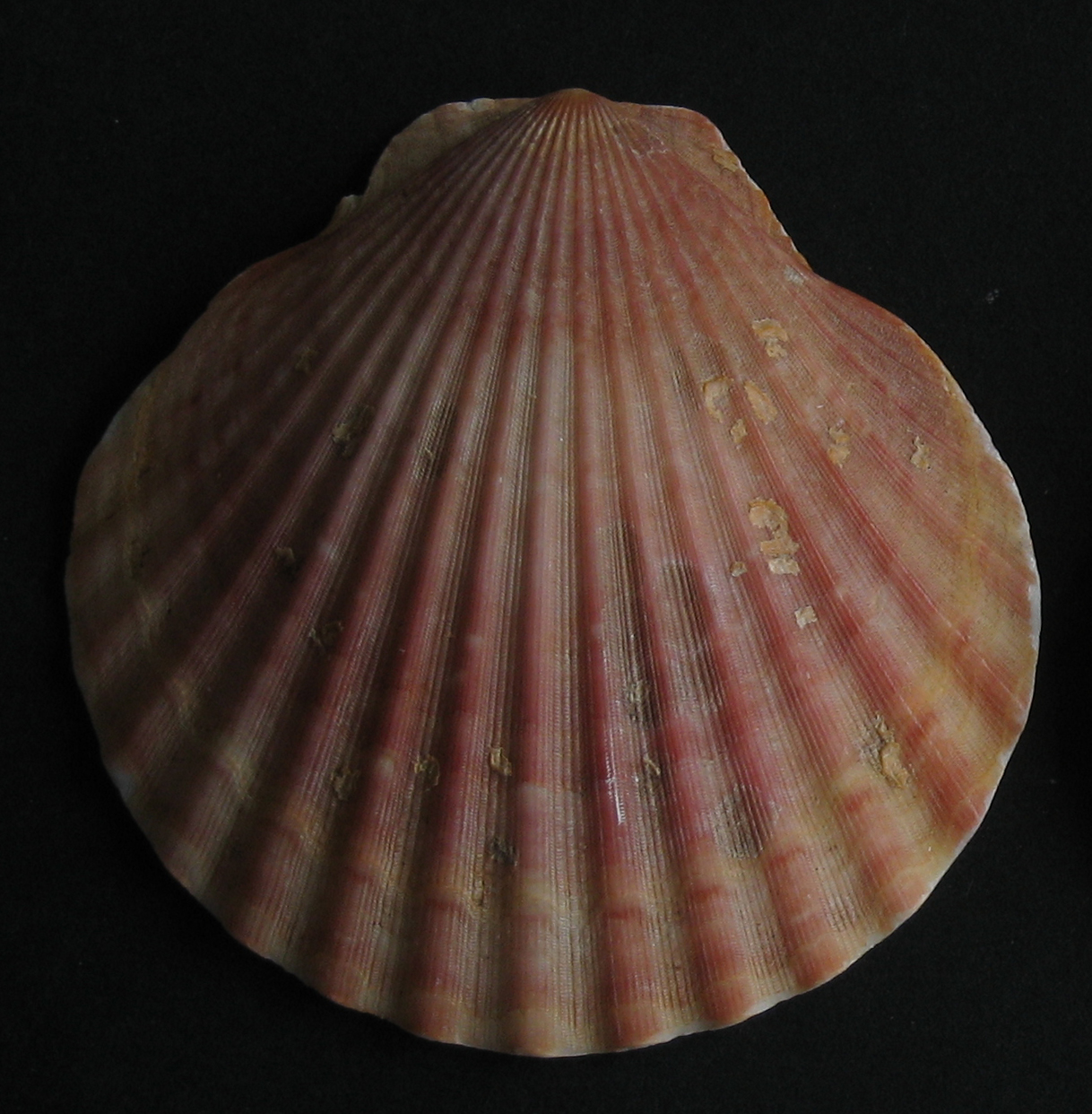
Aequipecten opercularis来自威尔士

约7厘米大小，是商业开发的较小的扇贝物种之一。贝壳有时是五彩缤纷的。

## 習性
女王扇贝主食是浮游生物，平时生活在平均海平面40米以下，已知最低发现地位于低于海平面达400米。

## 和马恩岛漁業的關係
不列颠群岛中的马恩岛周边盛产女王扇贝。当地人叫"Manx Queenie"（曼岛奎尼或马恩岛奎尼）。由于多年来消费市场变幻莫测，马恩岛渔民通过技术保护法规，确保价格保持强劲。规定包括捕鱼时间的限制，休渔期与限制船的数量。在马恩岛水域还有两个保护区；分别建于1989年和2008年 ；这些地区不许移动捕鱼。这些保护区是支持捕鱼业；渔民自己倡议建立道格拉斯禁渔区。数据分析显示支持这些禁渔区以确保马恩岛可以可持续性地捕鱼。
“曼岛奎尼节”是一个年度的为期一周的庆祝活动，马恩岛许多餐馆、酒店和酒吧服务菜单上都有女王扇贝。

## 外部連結
- MarLIN info: （页面存档备份，存于）